# Mamerco Emilio Lépido Liviano
Mamerco Emilio Lépido Liviano (en latín: Mamercus Aemilius Mam. f. M. n. Lepidus Livianus) fue un político y militar romano del siglo I a. C.

## Carrera política
Nació en el seno del matrimonio entre Marco Livio Druso, el célebre censor y Cornelia Escipión. No obstante, sería adoptado por los Aemilii Lepidi, como lo demuestra su apellido Livianus. Obviando su marcada tendencia conservadora apoyó a su hermano Marco Livio Druso cuando le nombraron tribuno de la plebe e intentó obtener la ciudadanía romana para todos los habitantes de Italia. Tras la muerte de su hermano participó en la guerra Social. Mamerco resultó ser un hábil militar y derrotó al líder de los marsos, Quinto Popedio Silón,[cita requerida] que había asesinado al cuñado de su hermano, Quinto Servilio Cepión.
Apoyó a Sila durante el conflicto entre este y Cayo Mario. Cuando Sila volvió a la capital y derrotó a Cinna y Carbón se encontraba entre sus principales adeptos. Se le menciona como una de las personas influyentes que convenció a Sila para perdonar la vida del joven Julio César. Es probable que le nombraran princeps senatus durante la dictadura de Sila. 
Fracasó en obtener el consulado en su primer intento, porque se suponía, que a pesar de ser muy rico, había rechazado la magistratura de edil curul porque demandaba hacer muchos gastos.
Fue nombrado cónsul en 77 a. C., un año después de la muerte del dictador, con Décimo Junio Bruto Albino como colega. Antes de morir, Sila le casó con su hija Cornelia Sila. Fruto de este matrimonio nació Emilia Lepida, luego esposa de Metelo Escipión.
Lépido Liviano aparece en la obra de Colleen McCullough, La Corona de Hierba.